# Templo de Mercúrio (Puy de Dôme)
O Templo de Mercúrio em Puy de Dôme é um templo galo-romano de traquito construído no século II no cume do domo de lava. Ele substituiu um templo de arcóseo do século I no mesmo local, que era aparentemente pequeno demais para acomodar os muitos peregrinos que o visitavam. Seus restos foram revelados por campanhas de escavação em 1875 e na virada do século.

## Arqueologia

### Descoberta e pesquisa inicial

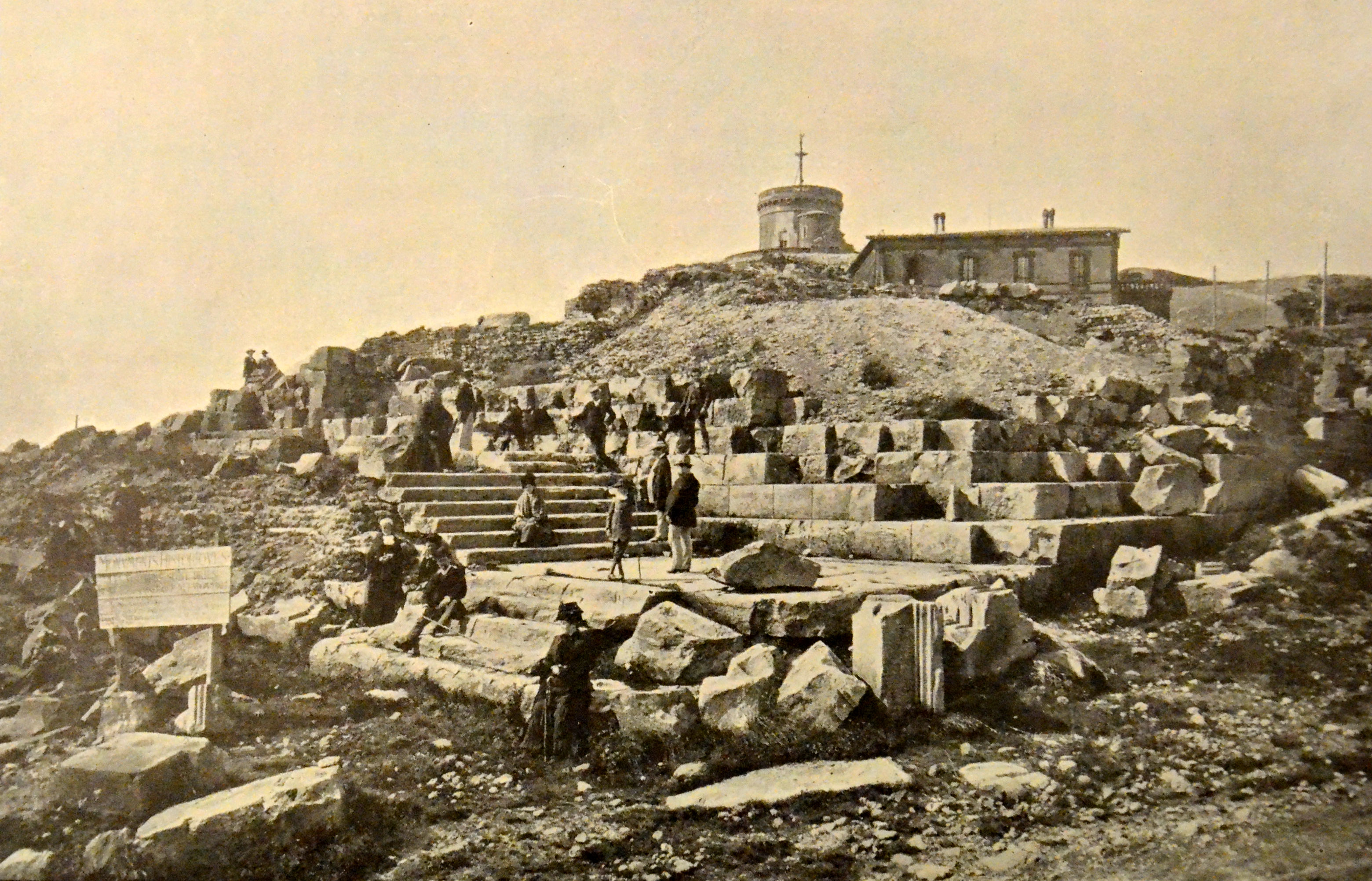
O templo e observatório, ao redor de 1900

O local foi descoberto em 1872 durante a construção de um observatório meteorológico. Muito rapidamente, as primeiras escavações ocorreram entre 1873 e 1878, conduzidas pela Academia de Ciências de Clermont-Ferrand, sob a direção de Louis-Clémentin Bruyère em 1875. Esta pesquisa inicial permitiu conceber as primeiras plantas do local.
As escavações foram então interrompidas e o templo abandonado naquele estado. Somente em 1886 foram tomadas medidas para protegê-lo. Foi classificado como monumento histórico em 1889.
Uma série de descobertas posteriores levaram a uma segunda série de escavações, sob a direção de Auguste Audollent e Gabriel Ruprich-Robert. Esta série de campanhas estudou particularmente os arredores do local e descobriu um pequeno templo anexo, bem como uma pequena estatueta de Mercúrio ao lado, confirmando ainda mais a dedicação do local de culto.

### Escavações modernas
Em 1956, a instalação de um relé de microondas localizado no topo da cúpula, acima do templo atual, ocorreu sem escavações preliminares. Os trabalhadores descobriram moedas espalhadas.
A deterioração causada pelo mau tempo levou a alguns trabalhos de consolidação e reparos, incluindo uma grande restauração em 1978.
As escavações só foram retomadas de forma intensiva e regular em 2000. Essas campanhas, realizadas de 2000 a 2004 sob a direção de Dominique Tardy e Jean-Louis Paillet, possibilitaram a conclusão de um levantamento arquitetônico preciso, e técnicas modernas de escavação permitiram avanços significativos no conhecimento sobre o local. As contribuições dessas campanhas foram complementadas pelo diagnóstico arqueológico realizado em 2008, antes do desenvolvimento turístico do local e sua restauração.

### Restauração
Um projeto de restauração parcial das partes mais baixas do santuário foi concebido em 2008 pelo estado e departamento. Foi realizado em duas fases, a primeira das quais durou até 2014 e envolveu a reconstrução de uma parte de um terraço apoiado pelo muro circundante. A segunda fase incluirá a limpeza da vista do local de obstruções causadas por materiais deixados para trás nas escavações do século XIX. O propósito da restauração foi declarado como sendo a preservação das ruínas, que estão sujeitas a condições climáticas severas, bem como transmitir uma melhor apreciação da escala e aparência do templo em seu estado original.

#### Controvérsia

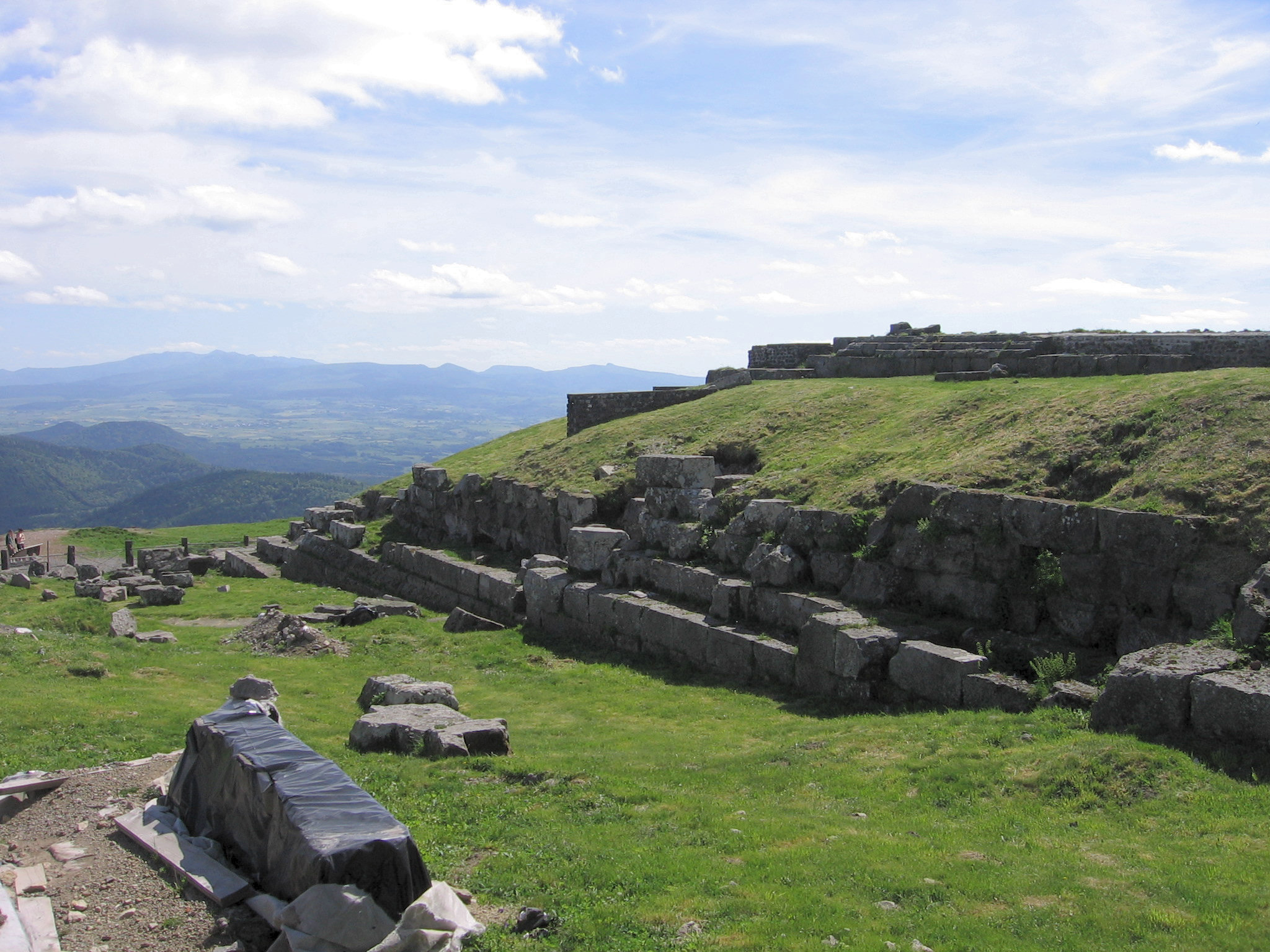
Vista das ruínas em 2005, antes da restauração

Alguns críticos denunciaram o projeto de restauração por esconder as ruínas originais. Frédéric Trément, que escavou o local entre 1999 e 2003, declarou antes da restauração que não foi consultado para o projeto e que "a reconstrução proposta tem a consequência paradoxal de tornar essas ruínas invisíveis por trás de um imponente e hediondo Muro de Berlim". Dominique Tardy também desaprovou o projeto:
Nem a leitura do sítio, apenas a partir dos vestígios, permanece muito obscura, nem a preservação da alvenaria autêntica - pelo menos o que restou dela - encontra favor nesta reconstrução maciça, que também aborda o estado arqueológico de desmantelamento do edifício, com especial atenção ao seu canto sudeste. Queríamos fazer isso para que os visitantes entendessem melhor, mas, independentemente de subirmos ou descermos, não vemos mais o sistema processional; o resultado: as pessoas certamente não entenderão mais.

## Templo

### Cronologia

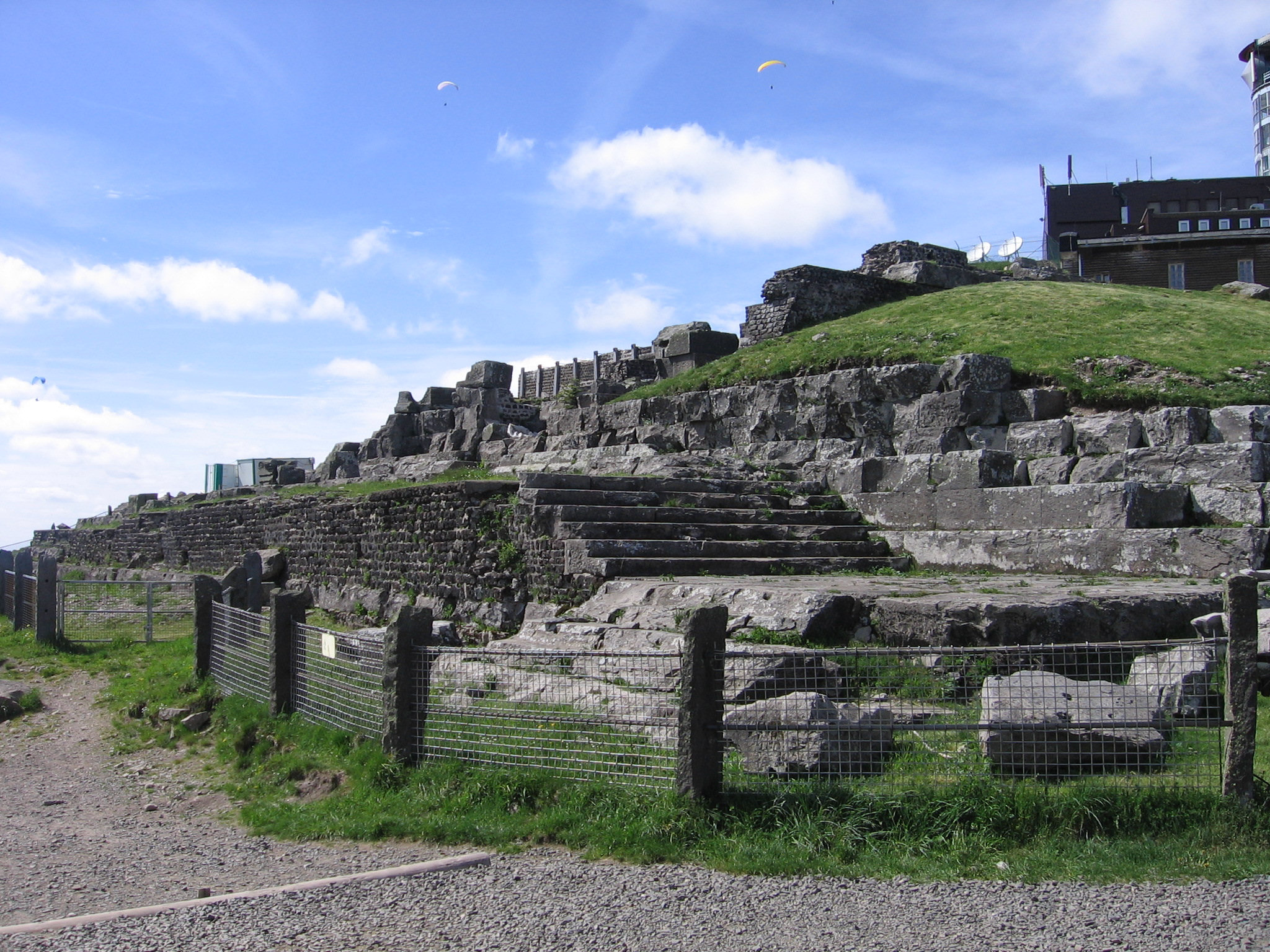
Templo de Mercúrio - acesso para o primeiro terraço (antes do projeto de restauração)

Um primeiro templo foi construído por volta de 50 d.C. no cume do Puy de Dôme. Embora objetos que datam de antes da conquista romana tenham sido descobertos, nenhum vestígio de uma construção pré-romana foi encontrado. Como tal, o local pode ter sido objeto de visitação apenas temporária, sem construção permanente.
O templo do século I foi destruído por volta de 150 d.C. e parte de seus materiais foi usada para construir o segundo templo, mais abaixo na encosta, a uma altitude de cerca de 1.435 metros. É deste templo que ainda podemos ver os restos hoje.
Moedas descobertas no local indicam que ele ainda estava em uso nos séculos IV e V, mas a estrutura pode ter sido destruída nessa época, talvez no século III, ao mesmo tempo que a aglomeração vizinha do Passo Ceyssat, de onde o caminho leva ao local de culto.
No século XII, uma igreja românica, construída no topo da cúpula, era habitada por um eremita.

### Descrição

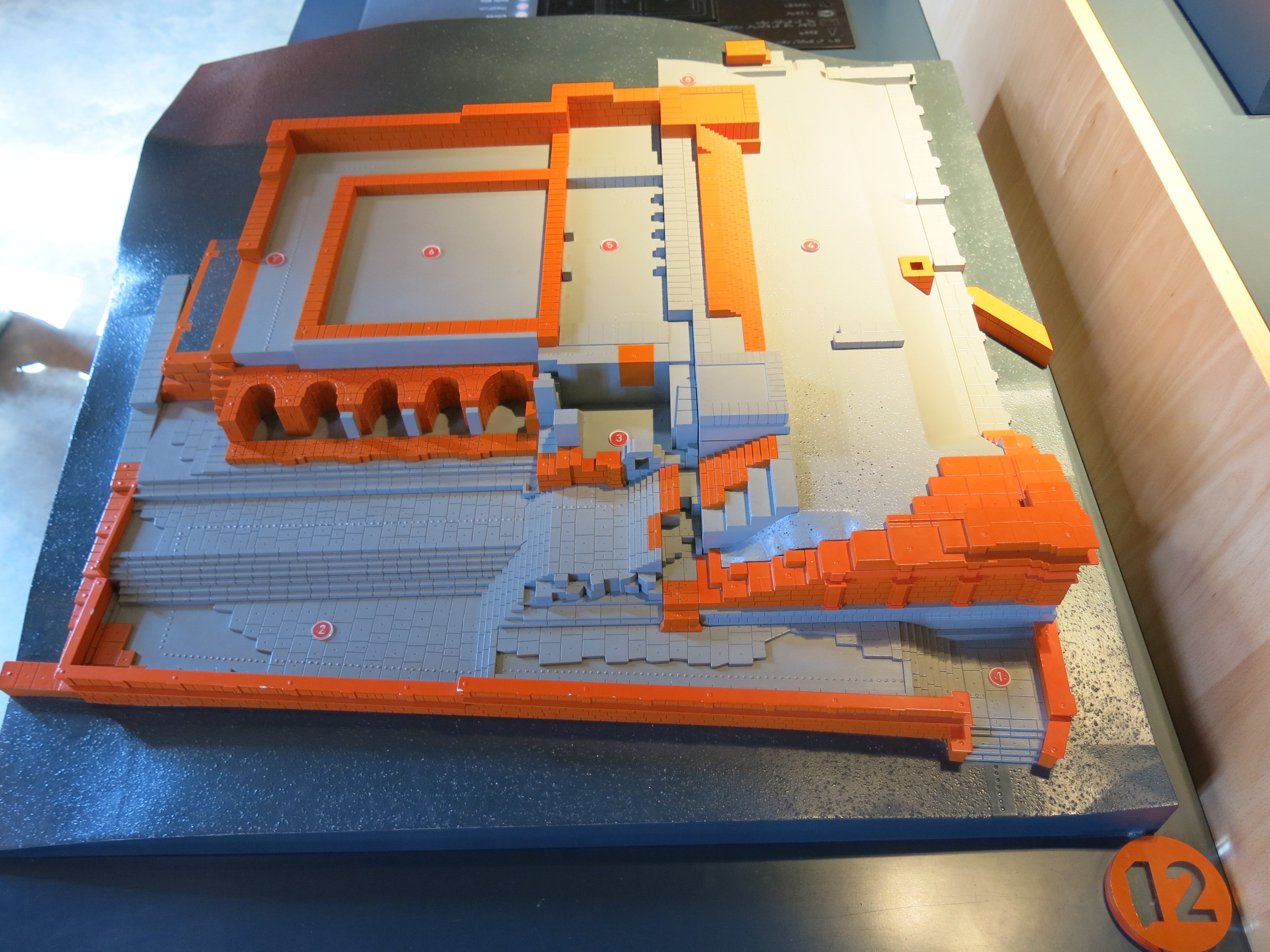
Modelo dos restos sob reconstrução

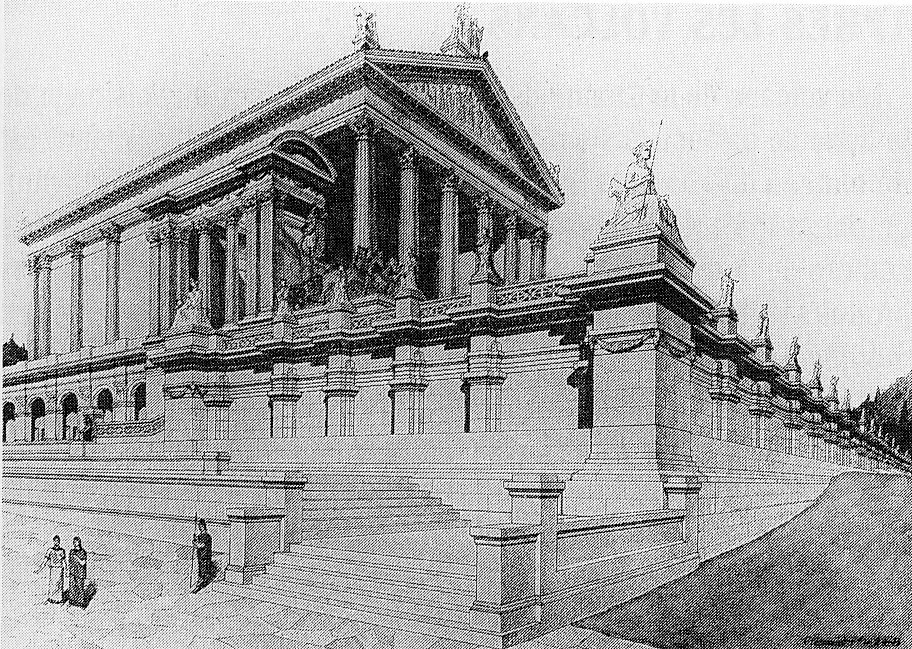
Reconstrução proposta (embora não haja alguma evidência remanescente do desenho do telhado do templo).

O templo do século II foi construído em um forte terraço, um quadrilátero com lados de 60 metros permitindo compensar a inclinação do solo descendo de norte a sul. Sua fachada olhava para o leste em direção à planície de Limagne onde Augustonemetum estava localizado, e se o tempo permitisse, podia ser visto da cidade. O templo foi construído com traquito local, montado em grandes blocos para as partes visíveis, com preenchimento feito de blocos menores de traquito. 
A matéria-prima foi extraída perto do passo Ceyssat, localizado no sopé do Puy de Dôme, mas a decoração recorreu a outros tipos de pedra com origens mais distantes — mármores brancos e coloridos para os pavimentos, xistos de Autun e capitéis de colunas arcósicas, por exemplo. Bronze também foi usado. Fragmentos do pavimento são visíveis no museu Bargoin em Clermont-Ferrand. No total, o edifício ocupou uma área de cerca de 3,600 m2.
O plano real do templo era um híbrido, um intermediário entre as tradições celta e mediterrânea. Assim, o santuário incluía uma cella como encontrada no fana da tradição celta, com um pronau mediterrâneo na frente. Este conjunto de cella e pronaos estava localizado no topo de uma série de terraços, destinados a pontuar e dramatizar a jornada do visitante.
Assim, o peregrino, após uma subida íngreme do passo Ceyssat, e talvez devoções feitas nas capelas ao longo do caminho, chegaria a um terraço que se erguia em camadas e era ocupado por altares e estátuas. Desse teatro, que poderia ser usado para cerimônias específicas, o peregrino então tomaria uma passagem que levava ao terraço oriental com vista para Augustonemetum e a planície de Limagne. De lá, era possível acessar o pronau e realizar devoções em frente e ao redor da cella. Um presente poderia ter sido feito ao deus, que, se precioso, teria sido armazenado na sala do tesouro próxima do templo, localizada entre os dois terraços.

### Dedicatória
Durante as escavações de 1974, foi descoberta uma pequena placa de bronze com alças em forma de cauda de andorinha, com uma dedicatória ao poder imperial e ao deus Mercúrio "Dumiatis".
NUM[inibus] AUG[ustorum] ET DEO MERCURI DUMIATI MATUTINIUS VICTORINUS
Esta dedicação é geralmente traduzida como: "Em nome de Augusto e do deus Mercúrio do Domo, Matutinius Victorinus". Arqueólogos desde então atribuíram o santuário às divindades mencionadas. Esta atribuição foi posteriormente reforçada pela descoberta de uma pequena estatueta de Mercúrio por Auguste Audollent durante suas escavações no início do século XX.
Outras inscrições, encontradas na Alemanha e em outros lugares, também expressam adoração ao deus Mercúrio, bem estabelecido na cidade de Arverne. O altar votivo de Miltenberg am Main invoca um Mercúrio Arvernorix, "rei dos Arverni".
Miltenberg (CIL 13, 6603)
MERCVRIO ARVERNORIC[I] COSSILLUS DONAVI ES VISV L(A)ETVS LIBE(N)S MERITO
Esta dedicatória pode ser traduzida como: "A Mercúrio, rei dos Arvernos. Cossillus fez esta oferenda voluntariamente após um sonho."
Inscrições de Colônia, Gripswald, Wenau, e Roermond mencionam mais simplesmente um Mercúrio "Arvernus". É geralmente pensado que essas dedicatórias são o resultado de contingentes arvernianos dentro da legião romana estacionada no Limes Germanicus. As dedicatórias são um produto do sincretismo galo-romano, significando que - exceto durante cerimônias romanas oficiais, celebradas por colonos expatriados - o "Mercúrio" adorado aqui não era idêntico ao de Roma.

### Estátua de Zenodoro
Plínio, o Velho, relatou que uma colossal estátua de bronze havia sido erguida para um santuário Arverni pelo escultor Zenodoro.
Mas todas as estátuas gigantescas desta classe foram batidas em nosso período por Zenodoro com o Hermes ou Mercúrio que ele fez na comunidade dos Arvernos na Gália; levou dez anos e a soma paga por sua fabricação foi de 40.000.000 sestércios. Tendo dado provas suficientes de sua habilidade artística na Gália, ele foi convocado a Roma por Nero, e lá fez a estátua colossal, de 106 pés de altura, destinada a representar aquele imperador, mas agora, dedicada ao sol após a condenação dos crimes daquele imperador, é um objeto de admiração..
Ele não especifica se o Mercúrio de Zenodoro foi erguido no santuário de Puy de Dôme. Se esse foi o caso, nenhum vestígio arqueológico permanece.
Entretanto, o templo que pode ser visto hoje foi construído quase um século depois dos eventos relatados por Plínio, o Velho. De acordo com a hipótese de onde a estátua de Zenodoro realmente estava lá, ela poderia ter sido erguida com o primeiro templo, cujos vestígios arqueológicos foram amplamente destruídos durante a construção do relé de micro-ondas em 1956.
Há argumentos para colocar a construção da obra do escultor grego no topo. Primeiro, o fato de que a construção do templo original e a criação da estátua são contemporâneas. O primeiro templo data de meados do século I. Zenodoro ficou na Gália antes de trabalhar no colosso de Nero que adornaria a Domus Aurea antes de sua transferência para o Coliseu. O segundo argumento que pode ser usado é o da visibilidade. A estátua colossal teria sido quase tão visível da área ao redor quanto o relé de micro-ondas é hoje. Essa visibilidade tornou possível identificar o monte sagrado do deus e tornou possível evocar que este, um dos teônimos é Arvernorix, "rei dos Arvernos", assim vigiava seu povo.

### Vasso Galate
Houve algum debate sobre se uma menção a um templo Arverni chamado Vasso Galate na Historia Francorum de Gregório de Tours poderia se referir ao Templo de Mercúrio em Puy de Dôme. Gregório o descreve brevemente sem, no entanto, mencionar sua localização.
É geralmente considerado, desde o trabalho de Pierre-François Fournier que o Vasso Galate é o templo localizado na rue Rameau em Clermont-Ferrand e cujos vestígios também são chamados de Mur des Saracens ou "Templo de Jaude". Por outro lado, Auguste Audollent pensou que o santuário mencionado por Gregório de Tours era o de Puy de Dôme. Ele também ficou surpreso com a persistência do comparecimento em um templo supostamente destruído. A confusão vem em parte da expressão veniens vero arvernus, que pode ser traduzida como "Chegando a Auvernis" ou "Chegando a Clermont" (na época de Gregório de Tours, Clermont-Ferrand era chamada de Arvernis).
O termo "Jaude", que designa o distrito onde as ruínas de Clermont são encontradas, estaria relacionado a "Galate" por meio de uma forma medieval "Jalde". No entanto, também foi argumentado que a descrição do Vasso Galate feita pelo Bispo de Tours parece concordar melhor com o plano e a ornamentação do santuário de Puy de Dôme. Mas, por outro lado, o design do templo de Clermont permanece geralmente pouco conhecido. Outra consideração é uma dedicação a Mercúrio encontrada na Alemanha que invoca o teônimo Vassocaleti. Muitos autores conectaram esse epíteto ao termo de Gregório para o templo.
Os dois templos são contemporâneos, com o sítio de Clermont tendo produzido moedas que datam do reinado de Augusto. E se a dedicação do santuário de Clermont permanece desconhecida, há consenso para considerar que o templo está localizado na rue Rameau.

## Arredores

### Passo Ceyssat
O santuário de Puy de Dôme era servido por um caminho que começava na estrada romana que ligava Lugduno (Lyon) a Mediolano dos Santonos (Saintes), no nível do Passo de Ceyssat. Havia uma cidade secundária com pelo menos um templo permitindo que o viajante apressado cumprisse sua devoção a Mercúrio sem ter que subir até o topo. Também se suspeita de um edifício que atua como um revezamento de estrada. Há também vestígios de um distrito artesanal ao redor da pedreira de traquito que forneceu ao templo do cume a pedra necessária para sua construção. Finalmente, uma área funerária encontra-se próxima.
Esta aglomeração secundária participa plenamente da sacralização do monte, sendo a estrada que conduz ao santuário pontilhada de templos, ao pé do vulcão, com o templo da Tourette d'Enval em Orcines, passando por aqueles, intermediários, do Passo de Ceyssat até o templo do cume.

### Outros locais de culto

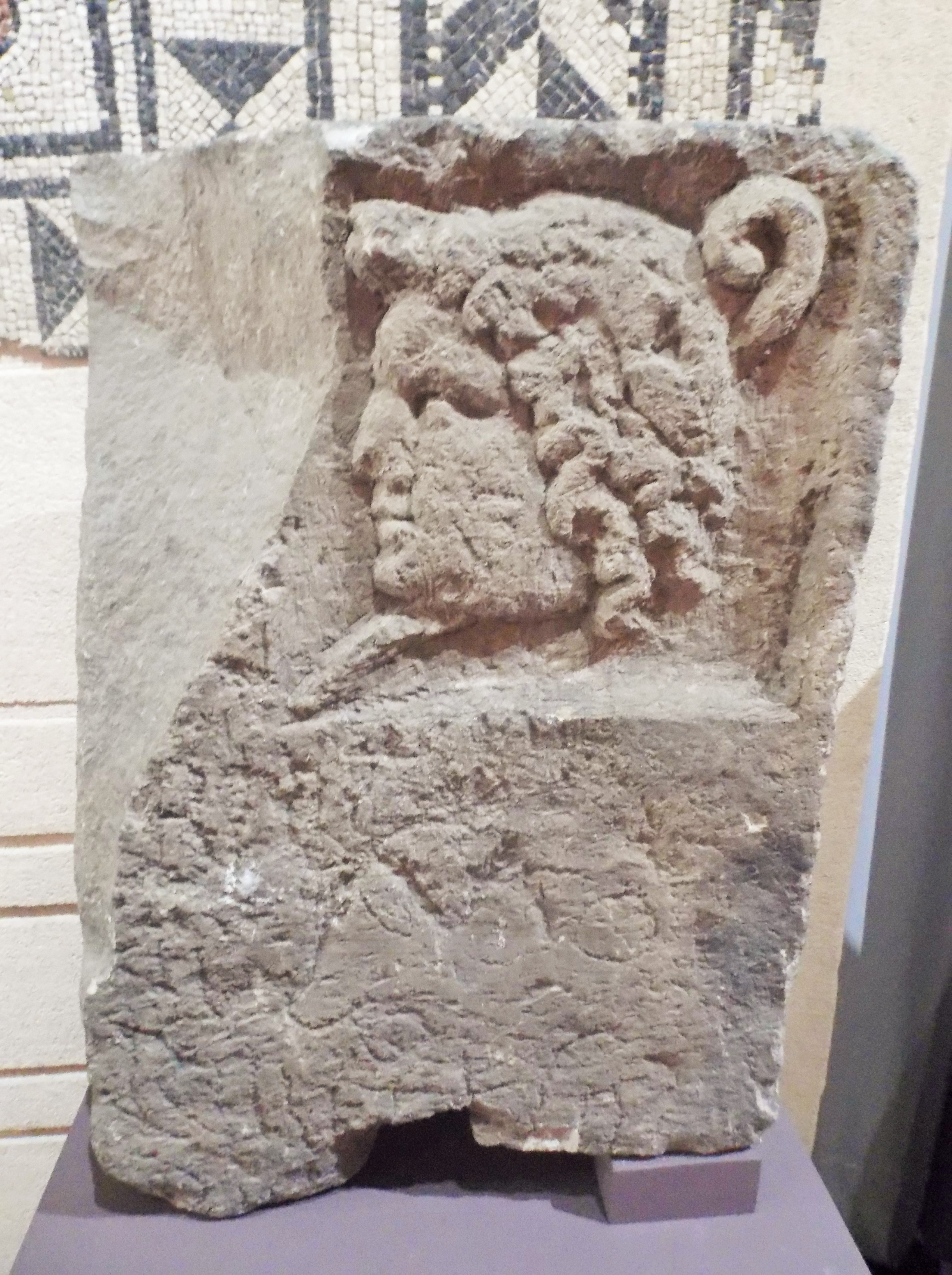
Estela de Orcines com um relevo de Mercúrio. Complexo do Templo de Mercúrio, século II d.C.

O próprio nome da capital Arverni na época romana, Augustonemetum, "Santuário de Augusto", sugere a presença de um culto imperial na cidade. Este culto imperial, no entanto, não deixou vestígios tangíveis e o único santuário atestado é aquele cujos restos mortais são chamados Mur des Saracens, localizado na rue Rameau em Clermont-Ferrand e identificado, sem que o debate tenha sido resolvido, como o Vasso Galate mencionado por Gregório de Tours.
Augustonemetum tinha, no entanto, um certo número de santuários periurbanos, de importância variada, como o santuário de Source des Roches em Chamalières, cuja atividade não chegou ao século I d.C.; o temple des Côtes em Blanzat, descoberto por P. Eychart na década de 1950; o de Trémonteix, um santuário privado ligado a um antigo domínio, descoberto em 2012; ou o Fanum de Brezet perto de Aulnat.
Um desses santuários, o templo de Tourette d'Enval em Orcines pode ser diretamente associado ao complexo de culto formado pelo santuário de Puy de Dôme e a aglomeração do Passo de Ceyssat. Dedicado a Mercúrio, ele marca o início da subida da montanha.
Um círculo mais amplo ao redor de Puy de Dôme também inclui os santuários de Corent e Gergovie oppida, o primeiro datando do século II a.C. e que permaneceu ativo até o século III d.C., o segundo datando da Era Augustana. Um terceiro fanum, o de La Sauvetat, abaixo de Puy de Corent ao sul, também pode ser mencionado.
Finalmente, na mesma rota antiga que a aglomeração do Passo de Ceyssat, mas localizada perto da fronteira de Lemovices, havia uma aglomeração secundária provida de um santuário escavado em 1882 e na década de 1950. Este santuário, o sítio de Beauclair, no território dos municípios de Giat e Voingt, produziu grafites nomeando o deus Toutatis.